# American Dream (Film)
American Dream ist ein mehrfach ausgezeichneter Dokumentarfilm von Barbara Kopple über den Arbeitskampf der Fabrikarbeiter in Austin, Minnesota in den 1980er Jahren. 1991 wurde er mit dem Oscar für den besten Dokumentarfilm ausgezeichnet.

## Handlung
Der Film handelt von dem Arbeitskampf der Arbeiter des Nahrungsmittelkonzerns Hormel in Austin, Minnesota, in den Jahren 1985 und 1986. Trotz eines Gewinns von 30 Millionen US-Dollar hatte Hormel beschlossen, die Stundenlöhne von 10,69 USD auf 8,25 USD zu senken und weitere Sozialleistungen um 30 Prozent zu kürzen. Die lokale Arbeitnehmervertretung sprach sich gegen die Kürzungen aus, wurde aber nicht weiter von der nationalen Gewerkschaft, der United Food and Commercial Workers, unterstützt. Der ausgerufene wilde Streik rief neue Konflikte hervor und veranlasste Gouverneur Rudy Perpich, die Nationalgarde einzusetzen, um die nicht streikenden Arbeiter und die Fertigungsanlagen vor den Streikenden zu schützen.  
Über mehrere Jahre beobachtete Barbara Kopple die Fabrikarbeiter und dokumentierte einerseits den Streik um bessere Arbeitsbedingungen und eine bessere Bezahlung, andererseits aber auch die innergewerkschaftlichen Konflikte und versuchte durch Interviews und Pressemitteilungen die Standpunkte beider Seiten darzustellen.

## Auszeichnungen
- Academy Awards: Bester Dokumentarfilm; 1991
- International Documentary Association: IDA Award; 1991
- Los Angeles Film Critics Association Awards: Bester Dokumentarfilm; 1991
- Sundance Film Festival: Großer Preis der Jury, Publikumspreis und Filmmakers Trophy Documentary; 1991
- Directors Guild of America: Outstanding Directorial Achievement in Documentary/Actuality; 1992
- National Society of Film Critics Bester Dokumentarfilm; 1993